# Нарены
Наре́ны (бур. Нарин) — деревня в Аларском районе Иркутской области. Входит в муниципальное образование «Забитуй».

## География
Расположена в 6,5 км к юго-западу от центра сельского поселения — посёлка Забитуй.

## Происхождение названия
Название Нарены происходит, вероятно, от бурятского нарин — «узкий», «тонкий», нарин гол — «узкая долина». Населённый пункт действительно располагается в узкой долине, где протекает небольшой ручей.

## Население
| 2002 | 2010 | 2011 | 2012 |
| ---- | ---- | ---- | ---- |
| 203  | ↘160 | ↘159 | ↗160 |

## Известные люди
- Абушеева, Лидия Арсентьевна ― советская бурятская театральная актриса, Народная артистка Бурятской АССР (1975), артистка Государственного Бурятского академического театра драмы им. Х. Намсараева (1939―1978)[5].